# Loïc Loval-Landré
Pour les articles homonymes, voir Landré (homonymie).
Loïc Loval-Landré, né le 28 septembre 1981 à Longjumeau (Essonne), est un footballeur français, évoluant au poste d'attaquant avec la sélection guadeloupéenne.

## Biographie

### En club
Loïc Loval-Landré vit jusqu'à l'âge de 11 ans à Évry avant de déménager pour la Guadeloupe dont ses parents sont originaires. C'est là pendant 3 ans qu'il se met sérieusement au football. Il retourne alors dans l'hexagone pour rejoindre un sport-étude. À 17 ans, il repéré par le FC Sochaux, intègre le centre de formation de ce club et est finaliste du championnat de France des moins de 17 ans en 1998. Afin de s'aguerrir au monde professionnel, le jeune Loïc est prêté au Besançon RC en National. Malheureusement, il se casse la malléole et rate l'occasion de se voir offrir un premier contrat professionnel avec son club formateur. 
L'année suivante, il tente de rebondir au Valenciennes FC toujours en National mais des soucis d'agent l'empêche de figurer une seule fois sur le banc valenciennois. Il pense alors sérieusement à arrêter le football quand un recruteur belge de Bruges le convainc de venir jouer chez lui. Après seulement 2 matchs, il signe au club de De Graafschap Doetinchem aux Pays-Bas qui l'avait repéré en Belgique. Avec ce club, il accède à la première division néerlandaise. Sa carrière se prolonge dans ce même championnat au Go Ahead Eagles puis au FC Utrecht. À Utrecht, il rencontre Franck Grandel, le gardien de la sélection de la Guadeloupe qu'il rejoint en 2007.
La maladie de sa fille le décide à rentrer en France une année avant le terme de son contrat pour prendre soin de sa famille. Il attire l'attention du Vannes OC en Ligue 2 où jouait déjà ses coéquipiers en sélection guadeloupéenne Stéphane Auvray et Meddy Lina.
En juin 2015, il quitte l'US Orléans avec laquelle il aura joué 35 matchs et inscrit 8 buts en deux ans, et s'engage en faveur de l'US Fleury-Mérogis 91, qui évolue alors en CFA pour la saison 2015-2016.

### En sélection
Il joue pour la sélection de la Guadeloupe, il a même participé à la Gold Cup 2007, aux États-Unis, et a amené avec Jocelyn Angloma et Aurélien Capoue les Gwada Boys en demi-finale, s'inclinant contre le Mexique 1 but à 0. En plus, à Utrecht, il retrouve Franck Grandel, gardien aussi de la Guadeloupe. Il inscrit le premier but de la Guadeloupe lors de la Coupe caribéenne des nations 2010.

## Clubs successifs
- 1998-2001 :  FC Sochaux (Centre de formation)
- 2001-2002 :  Besançon RC (National)
- 2002-2003 :  Valenciennes FC (réserve)
- 2003-2005 :  De Graafschap Doetinchem (Eredivisie, Eerste Divisie)
- 2005-2007 :  Go Ahead Eagles (Eerste Divisie)
- 2007-2010 :  FC Utrecht (Eredivisie)
- 2010-2012 :  Vannes OC (Ligue 2, National)
- 2012-2013 :  FC Mulhouse (CFA)
- 2013-2015 :  US Orléans (National puis Ligue 2)
- Depuis 2015 :  US Fleury-Mérogis (CFA)[4],[5]